# Werchni Bisser (Kaliningrad)
Werchni Bisser (russisch Верхний Бисер, deutsch Bogdahnen, 1938 bis 1945 Bolzfelde, litauisch Bagdonai) ist ein Ort in der russischen Oblast Kaliningrad. Er gehört zur kommunalen Selbstverwaltungseinheit Stadtkreis Slawsk im Rajon Slawsk.

## Geographische Lage
Werchni Bisser liegt am Südufer der Gilge (russisch: Matrossowka), elf Kilometer nordwestlich der Kreisstadt Slawsk (Heinrichswalde). Durch den Ort verläuft die Regionalstraße 27A-034 (ex R513) von Sowetsk (Tilsit) nach Jasnoje (Kaukehmen, 1938 bis 1946 Kuckerneese). Vor 1945 war das Dorf Kleinbahnstation an der Bahnstrecke Brittanien–Karkeln (Schtscheglowka–Myssowka) der Niederungsbahn (ab 1939 „Elchniederungsbahn“).

## Geschichte
Das einstige Erbfrei Bogdahnen wurde 1874 in den neu errichteten Amtsbezirk Jedwilleiten, der – 1939 in „Amtsberzik Neuschleuse“ umbenannt – bis 1945 zum Kreis Niederung (ab 1939 „Kreis Elchniederung“) im Regierungsbezirk Gumbinnen der preußischen Provinz Ostpreußen gehörte. In der Landgemeinde Erbfrei Bogdahnen waren im Jahre 1910 73 Einwohner registriert.
Am 23. Juli 1923 schlossen sich die beiden Nachbarorte Erbfrei Bogdahnen und Alt Bogdahnen (1938 bis 1946: Altbolzfelde, heute nicht mehr existent) zur neuen Landgemeinde Bogdahnen zusammen, wohingegen das südlicher gelegene Dorf Neu Bogdahnen (1938 bis 1946: Bolzhagen, russisch: Nischni Bisser, heute auch nicht mehr existent) eigenständig blieb. Am 3. Juni – amtlich bestätigt am 16. Juli – des Jahres 1938 wurde Bogdahnen in „Bolzfelde“ umbenannt.
Im Jahr 1945 kam der Ort in Kriegsfolge mit dem nördlichen Ostpreußen zur Sowjetunion. Er erhielt 1947 die russische Bezeichnung „Werchni Bisser“ und wurde gleichzeitig in den Dorfsowjet Timirjasewski selski Sowet im Rajon Slawsk eingeordnet. Von 2008 bis 2015 gehörte Werchni Bisser zur Landgemeinde Timirjasewskoje selskoje posselenije und seither zum Stadtkreis Slawsk.

### Einwohnerentwicklung
| Jahr | Einwohner |
| ---- | --------- |
| 1925 | 155       |
| 1933 | 125       |
| 1939 | 113       |
| 2002 | 159       |
| 2010 | 180       |

## Kirche
Mehrheitlich war die Bevölkerung Bogdahnens resp. Bolzfeldes vor 1945 evangelischer Konfession. Das Dorf war in das Kirchspiel der Kirche Neukirch eingepfarrt und gehörte somit zum Kirchenkreis Niederung (Elchniederung) in der Kirchenprovinz Ostpreußen der Kirche der Altpreußischen Union. Heute liegt Werchni Bisser im Einzugsbereich der in den 1990er Jahren neu entstandenen evangelisch-lutherischen Kirchengemeinde in Slawsk (Heinrichswalde) mit Pfarrsitz für die gleichnamige Kirchenregion in der Propstei Kaliningrad (Königsberg) der Evangelisch-lutherischen Kirche Europäisches Russland.